# Syzygium sriganesanii
Syzygium sriganesanii là một loài thực vật có hoa trong Họ Đào kim nương. Loài này được K.Ravik. & V.Lakshm. miêu tả khoa học đầu tiên năm 1999.